# There's Plenty of Room at the Bottom
There's Plenty of Room at the Bottom: An Invitation to Enter a New Field of Physics, qui se traduirait par « Il y a beaucoup de place en bas : une invitation à entrer dans un nouveau domaine de la physique » est une conférence donnée par le physicien Richard Feynman lors de la réunion annuelle de la Société américaine de physique à Caltech le 29 décembre 1959. Feynman y considère la possibilité d'une manipulation directe d'atomes individuels comme une forme de chimie synthétique plus puissante que celles utilisées à l'époque. Bien que des versions de la conférence soient réimprimées dans quelques magazines populaires, elles passent largement inaperçues et n'inspirent pas les débuts conceptuels du domaine de la nanotechnologie. À partir des années 1980, les défenseurs des nanotechnologies le citent pour établir la crédibilité scientifique de leurs travaux.

## Conception
Feynman considère certaines ramifications d'une capacité générale à manipuler la matière à l'échelle atomique. Il s'intéresse particulièrement aux possibilités de circuits informatiques plus denses et aux microscopes qui peuvent voir des choses beaucoup plus petites que ce qui est possible avec les microscopes électroniques à balayage. Ces idées ont ensuite été concrétisées par l'utilisation du microscope à effet tunnel, du microscope à force atomique et d'autres exemples de microscopie à sonde locale et de systèmes de stockage tels que Millipede, créés par des chercheurs d'IBM.
Feynman suggère également qu'il devrait être possible, en principe, de fabriquer des machines à l'échelle nanométrique qui « arrangent les atomes comme nous le voulons », et font une synthèse chimique par manipulation mécanique.
Il présente également la possibilité « d'avaler le docteur», une idée qu'il attribue dans l'essai à son ami et étudiant diplômé Albert Hibbs. Ce concept implique la construction d'un petit robot chirurgical avalable.
Comme expérience de pensée, il propose de développer un ensemble de mains de manipulateur, à l'échelle un quart, asservies aux mains de l'opérateur pour construire des machines-outils à l'échelle d'un quart analogues à celles que l'on trouve dans n'importe quel atelier d'usinage. Cet ensemble de petits outils pourrait ensuite être utilisé par les petites mains pour construire et faire fonctionner dix ensembles de mains et d'outils à l'échelle un seizième, et ainsi de suite, aboutissant peut-être à un milliard de minuscules usines pour réaliser des opérations massivement parallèles. Il utilise l'analogie d'un pantographe comme moyen de réduire les éléments. Cette idée a été anticipée en partie, jusqu'à l'échelle microscopique, par l'auteur de science-fiction Robert A. Heinlein dans son histoire Waldo de 1942,.
Au fur et à mesure que les tailles diminuaient, il faudrait repenser les outils, car la force relative des différentes forces changerait. La gravité deviendrait moins importante et les forces de Van der Waals telles que la tension superficielle deviendraient plus importantes. Feynman a mentionné ces problèmes de mise à l'échelle lors de son discours. Personne n'a encore tenté de mettre en œuvre cette expérience de pensée ; certains types d'enzymes biologiques et de complexes enzymatiques (en particulier les ribosomes) fonctionnent chimiquement d'une manière proche de la vision de Feynman,. Feynman a également mentionné dans sa conférence qu'il pourrait être préférable d'utiliser éventuellement du verre ou du plastique, car leur plus grande uniformité éviterait des problèmes à très petite échelle (les métaux et les cristaux sont séparés en domaines où la structure en réseau prévaut). Cela pourrait être une bonne raison de fabriquer des machines et de l'électronique en verre et en plastique. À l'heure actuelle, il existe des composants électroniques constitués des deux matériaux. Dans le verre, il existe des câbles à fibres optiques qui amplifient les impulsions lumineuses à intervalles réguliers, en utilisant du verre dopé à l'erbium, élément de terre rare. Le verre dopé est épissé dans la fibre et pompé par un laser fonctionnant à une fréquence différente. En plastique, les transistors à effet de champ sont fabriqués avec du polythiophène, un polymère inventé par Alan J. Heeger et al. qui devient un conducteur électrique lorsqu'il est oxydé. En 2016, seulement un facteur 20 séparait la mobilité des électrons entre le plastique et le silicium,.

## Défis
Lors de la réunion, Feynman conclut son discours par deux défis et offre un prix de 1 000 $ au premier à résoudre chacun d'eux. Le premier défi qui impliquait la construction d'un nanomoteur fut — à la surprise de Feynman — réalisé en novembre 1960 par William McLellan diplômé de Caltech, un homme méticuleux, utilisant des outils conventionnels. Le moteur remplissait les conditions, mais n'avançait pas l'art. Le deuxième défi impliquait la possibilité de réduire les lettres suffisamment petites pour pouvoir faire tenir l'Encyclopædia Britannica entière sur la tête d'une épingle, en écrivant les informations d'une page de livre sur une surface 1/25 000 plus petite à l'échelle linéaire. En 1985, Tom Newman, un étudiant diplômé de Stanford, a réussi à réduire le premier paragraphe d'un compte de Charles Dickens, Le Conte de deux cités de 1/25 000 et a remporté le deuxième prix Feynman ,,. Le directeur de thèse de Newman, R. Fabian Pease, avait lu l'article en 1966 ; mais c'est un autre étudiant diplômé du laboratoire, Ken Polasko, qui l'avait lu récemment, qui a suggéré de relever le défi. Newman recherchait un modèle aléatoire arbitraire pour démontrer sa technologie. Newman a déclaré : « Le texte était idéal, car il a tellement de formes différentes ».

## Réception
Le New Scientist a rapporté que « le public scientifique était captivé ». Feynman avait « filé l'idée du haut de sa tête » sans même « des notes au préalable ». Aucune copie du discours n'était disponible. Un « admirateur prévoyant » a apporté un magnétophone et une transcription éditée, sans les blagues de Feynman, a été réalisée pour publication par Caltech. En février 1960, l'ingénierie et la science de Caltech ont publié le discours. En plus des extraits de The New Scientist, des versions ont été imprimées dans The Saturday Review et Popular Science. Les journaux ont annoncé la victoire du premier défi,. La conférence a été incluse dans le dernier chapitre du livre de 1961, Miniaturization.

## Impact
K. Eric Drexler a ensuite repris le concept de Feynman d'un milliard de petites usines et a ajouté l'idée qu'elles pourraient faire plus de copies d'elles-mêmes, via le contrôle informatique au lieu du contrôle par un opérateur humain, dans son livre de 1986 Engines of Creation: The Coming Era of Nanotechnologie.
Après la mort de Feynman, les chercheurs étudiant le développement historique de la nanotechnologie ont conclu que son rôle dans la catalyse de la recherche en nanotechnologie n'était pas très apprécié par de nombreuses personnes actives dans le domaine naissant dans les années 1980 et 1990. Chris Toumey, anthropologue culturel à l'université de Caroline du Sud, a reconstitué l'histoire de la publication et de la réédition du discours de Feynman, ainsi que l'enregistrement des citations de « Plenty of Room » dans la littérature scientifique.
Dans l'article de 2008 de Toumey Reading Feynman into Nanotechnology , il a trouvé onze versions de la publication de Plenty of Room, ainsi que deux exemples d'un discours étroitement lié de Feynman, Infinitesimal Machinery que Feynman a appelé « Plenty of Room, Revisited » (publié sous le nom « Infinitesimal Machinery »). Dans les références de Toumey se trouvent également des cassettes vidéo de ce deuxième entretien. La revue Nature Nanotechnology a consacré un numéro en 2009 au sujet,.
Toumey a découvert que les versions publiées du discours de Feynman avaient une influence négligeable au cours des vingt années qui ont suivi sa première publication, mesurée par les citations dans la littérature scientifique, et pas beaucoup plus d'influence au cours de la décennie qui a suivi l'invention du microscope à effet tunnel en 1981. L'intérêt pour « Plenty of Room » dans la littérature scientifique a considérablement augmenté au début des années 1990. C'est probablement parce que le terme « nanotechnologie » a attiré une attention sérieuse juste avant cette époque, à la suite de son utilisation par Drexler dans son livre de 1986, Engines of Creation: The Coming Era of Nanotechnology, qui citait Feynman, et dans un article de couverture intitulé « Nanotechnology », publié plus tard cette année-là dans un magazine scientifique à grand tirage, OMNI,. La revue Nanotechnology a été lancée en 1989 ; la célèbre expérience Eigler-Schweizer, manipulant précisément 35 atomes de xénon, a été publiée dans Nature en avril 1990 ; et Science avait un numéro spécial sur la nanotechnologie en novembre 1991. Ces développements et d'autres suggèrent que la redécouverte rétroactive de « Plenty of room » a donné à la nanotechnologie une histoire emballée qui a fourni une date précoce de décembre 1959, plus une connexion à Richard Feynman.
L'analyse de Toumey comprend également des commentaires de scientifiques en nanotechnologie qui disent que "Plenty of room" n'a pas influencé leurs premiers travaux et la plupart d'entre eux ne l'avaient lu que plus tard.
La stature de Feynman en tant que lauréat du prix Nobel et figure importante de la science du XXe siècle a aidé les défenseurs de la nanotechnologie et a fourni un lien intellectuel précieux avec le passé. Plus concrètement, sa stature et son concept de fabrication de précision atomique ont joué un rôle dans la sécurisation du financement de la recherche en nanotechnologie, illustré par le discours du président Bill Clinton en janvier 2000 appelant à un programme fédéral :
« Mon budget soutient une nouvelle Initiative nationale en matière de nanotechnologie, d'une valeur de 500 millions de dollars. Caltech n'est pas étranger à l'idée de nanotechnologie, la capacité de manipuler la matière au niveau atomique et moléculaire. Il y a plus de 40 ans, Richard Feynman, de Caltech, a demandé : « Que se passerait-il si nous pouvions arranger les atomes un par un comme nous le souhaitons ? » ».
La version de la loi sur la recherche et le développement en nanotechnologie qui a été adoptée par la Chambre en mai 2003 prévoyait une étude de la faisabilité technique de la fabrication moléculaire, mais cette étude a été supprimée pour protéger le financement de recherches moins controversées avant qu'elle ne soit adoptée par le Sénat et promulguée par le président George W. Bush le 3 décembre 2003.
En 2016, un groupe de chercheurs de la TU Delft et de l'INL (International Iberian Nanotechnology Laboratory) a signalé le stockage d'un paragraphe du discours de Feynman en utilisant un code binaire où chaque bit était composé d'une seule vacance atomique. À l'aide d'un microscope à effet tunnel pour manipuler des milliers d'atomes, les chercheurs ont rédigé le texte :
« But I am not afraid to consider the final question as to whether, ultimately – in the great future – we can arrange the atoms the way we want; the very atoms, all the way down! What would happen if we could arrange the atoms one by one the way we want them (within reason, of course; you can't put them so that they are chemically unstable, for example). Up to now, we have been content to dig in the ground to find minerals. We heat them and we do things on a large scale with them, and we hope to get a pure substance with just so much impurity, and so on. But we must always accept some atomic arrangement that nature gives us. We haven't got anything, say, with a "checkerboard" arrangement, with the impurity atoms exactly arranged 1,000 angstroms apart, or in some other particular pattern. »
Qui pourrait se traduire ainsi :
« Mais je n'ai pas peur de me poser la question finale de savoir si, en fin de compte - dans un avenir lointain - nous pourrons arranger les atomes comme nous le voulons ; les atomes mêmes, tout en bas ! Que se passerait-il si nous pouvions disposer les atomes un par un comme nous le souhaitons (dans la limite du raisonnable, bien sûr ; on ne peut pas les mettre de manière à ce qu'ils soient chimiquement instables, par exemple). Jusqu'à présent, nous nous sommes contentés de creuser dans le sol pour trouver des minéraux. Nous les chauffons et nous faisons des choses à grande échelle avec eux, et nous espérons obtenir une substance pure avec juste tant d'impuretés, etc. Mais nous devons toujours accepter un certain arrangement atomique que la nature nous donne. Nous n'avons rien, par exemple, avec un arrangement en « damier », avec les atomes d'impureté disposés exactement à 1 000 angströms les uns des autres, ou selon un autre modèle particulier. »
Ce texte utilise exactement 1 kilo-octet, soit 8 128 bits, constituant ainsi le premier kilo-octet d'atome, avec une densité de stockage 500 plus grande que les approches de l'état de l'art. Le texte nécessaire pour « arranger les atomes comme on veut », en damier. Cet hommage autoréférentiel à la vision de Feynman a été couvert à la fois par les revues scientifiques, et les médias grand public,.

## Dérivés en fiction
- Dans The Tree of Time, une nouvelle publiée en 1964, Damon Knight utilise l'idée d'une barrière qui doit être construite atome par atome (une barrière temporelle, dans l'histoire).[réf. nécessaire]

## Éditions
- Richard P. Feynman, « The Wonders That Await a Micro-Microscope », The Saturday Review,‎ 2 avril 1960, p. 45–47.
- Richard P. Feynman, « How to Build an Automobile Smaller Than This Dot », Popular Science, New York, Popular Science Publishing Co., Inc.,‎ novembre 1960, p. 114–116, 230–232.
- Richard P. Feynman, Miniaturization, Reinhold., 1961, « There's Plenty of Room at the Bottom », p. 282–296.
- R.P. Feynman, « There's plenty of room at the bottom (data storage) », Microelectromechanical Systems.,‎ 1er mars 1992, p. 60–66 (DOI 10.1109/84.128057, S2CID 40094454).
- R.P. Feynman, « Infinitesimal machinery », Journal of Microelectromechanical Systems,‎ 1993, p. 4–14 (DOI 10.1109/84.232589, S2CID 138577784)

## Voir également
- La loi de Moore
- Nanoauto